# Pawło Fiłoniuk
Pawło Ołeksandrowycz Fiłoniuk (ukr. Павло Олександрович Філонюк, ros. Павел Александрович Филонюк, Pawieł Aleksandrowicz Fiłoniuk; ur. 12 lutego 1963) – ukraiński piłkarz, grający na pozycji napastnika.

## Kariera piłkarska

### Kariera klubowa
W 1980-1982 odbywał służbę wojskową w SKA Lwów, który potem po połączeniu z Karpatami stał nazywać się SKA Karpaty Lwów. Po demobilizacji został piłkarzem Torpeda Łuck. W 1984 przeszedł do Szachtara Donieck, ale występował tylko drużynie rezerwowej klubu, dlatego wkrótce powrócił do Torpeda, który potem zmienił nazwę na Wołyń. W końcu 1992 zakończył karierę piłkarską.

## Sukcesy i odznaczenia

### Sukcesy klubowe
- mistrz Wtoroj ligi ZSRR: 1988
- wicemistrz Wtoroj ligi ZSRR: 1989

### Sukcesy indywidualne
- 7. miejsce w historii Wołyni Łuck w ilości rozegranych meczów: 323[2].
- 5. miejsce w historii Wołyni Łuck w ilości strzelonych bramek: 60[3].